# 五カ浦廻船
五カ浦廻船（ごかうらかいせん）は、江戸時代、福岡藩の海運事業を担った廻船業者、および船団。
博多湾の5つの浦、今津・唐泊・浜崎・宮浦・残島（能古島）の業者が担当したために五カ浦と呼んだ。